# Duroia saccifera
Duroia saccifera là một loài thực vật có hoa trong họ Thiến thảo. Loài này được (Mart. ex Schult. & Schult.f.) K.Schum. mô tả khoa học đầu tiên năm 1889.